# Шарбакты (Аккулинский район)
Шарбакты (каз. Шарбақты) — село в Аккулинском районе Павлодарской области Казахстана. Расположено в 152 км к юго-востоку от областного центра — Павлодара и в 40 км к юго-востоку от районного центра — села Аккулы. Административный центр Шарбактинского сельского округа. Код КАТО — 555259100.

## История
Село было центральной усадьбой бывшего овцеводческого и бахчеводческого совхоза «Лебяжинский», основанного в 1957 году на безе земель колхозов «Зор Октябрь», «Жас Енбек», «Жана-Аул», «Казантай» и Лебяжинской МТС. Недалеко от села находится пресное озеро Тлеуберды, где до 1950-х годов работала рыболовецкая артель «Красный рыбак».

## Население
В 1985 году в селе проживало 1805 человек. В 1999 году население села составляло 1461 человек (716 мужчин и 745 женщин). По данным переписи 2009 года, в селе проживало 1089 человек (529 мужчин и 560 женщин).